# Castrillo del Val
Castrillo del Val est une commune (canton ou municipalité) de la comarque (communauté historique ou pays ou comté) de Alfoz de Burgos, dans la communauté autonome de Castille-et-León, province de Burgos, située dans le Nord de l’Espagne. C'est aussi le nom du cabecero (chef-lieu) du municipio.
La population du municipio était de 732 habitants en 2010.
Le Camino francés du pèlerinage de Saint-Jacques-de-Compostelle, dans une variante sud de San Juan de Ortega à Burgos par Castrillo del Val, passe par cette ville.

## Géographie
Castrillo del Val est à 11 km à l'est de Burgos.

## Démographie
| 1991 |  | 1996 |  | 2001 |  | 2004 |  | 2006 |  | 2007 |  | 2010 |
| ---- |  | ---- |  | ---- |  | ---- |  | ---- |  | ---- |  | ---- |
| 199  |  | 347  |  | 565  |  | 515  |  | 609  |  | 637  |  | 732  |

## Administration
Le municipio de Castrillo del Val regroupe les localités ou noyaux de population suivants :
| Localité               | Distance | Population 2006 |
| ---------------------- | -------- | --------------- |
| Castrillo del Val      | 0        | 192             |
| Base Militaire         | 7        | 16              |
| Cerca de Santa Eugenia | 4        | 17              |
| Priorato               | 2,7      | caserío         |
| San Pedro de Cardeña   | 2,5      | 20              |
| Los Tomillares         | 3        | 364             |
| Total                  |          | 609             |

## Culture et patrimoine

### Pèlerinage de Compostelle
Sur le Camino francés du Pèlerinage de Saint-Jacques-de-Compostelle, on vient de Ibeas de Juarros sur la variante sud de San Juan de Ortega à Burgos par Castrillo del Val.
La prochaine halte est San Medel à l'ouest, sur la même variante.

## Sources et références
- (es) Cet article est partiellement ou en totalité issu de l’article de Wikipédia en espagnol intitulé « Castrillo del Val » (voir la liste des auteurs).
- Grégoire, J.-Y. & Laborde-Balen, L., « Le Chemin de Saint-Jacques en Espagne - De Saint-Jean-Pied-de-Port à Compostelle - Guide pratique du pèlerin », Rando Éditions, mars 2006,  (ISBN 978-2-84182-224-9)
- « Camino de Santiago St-Jean-Pied-de-Port - Santiago de Compostela », Michelin et Cie, Manufacture Française des Pneumatiques Michelin, Paris, 2009,  (ISBN 978-2-06-714805-5)
- « Le Chemin de Saint-Jacques Carte Routière », Junta de Castilla y León, Editorial Everest